# 假如…觀察者違背了他的誓言？
〈假如…觀察者違背了他的誓言？〉（英語：What If... the Watcher Broke His Oath?）是美國超級英雄類型的迷你網路動畫影集《無限可能：假如…？》第一季的第九集，也是該季的季終集，改編自漫威的同名漫畫。本集为漫威電影宇宙的系列作品之一，與漫威電影宇宙系列電影處於同一架空世界和共同世界。本集延續前一集〈假如…奧創贏了？〉的主線故事，觀察者和至尊奇異博士從多個不同宇宙中招募超級英雄組成多元宇宙守護者，迎戰佔據幻視汎合金身體的奧創。本集由A·C·布拉德利編劇，布萊恩·安德魯執導。
傑佛瑞·懷特為觀察者配音，以該角色的身份負責影集旁白。主要配音演員包括海莉·艾特沃、蕾克·貝爾、法蘭克·葛里洛、喬治·聖皮埃爾、查德維克·博斯曼、麥可·B·喬丹、克里斯·漢斯沃、班奈狄克·康柏拜區、陶比·瓊斯、湯姆·希德斯頓、寇特·羅素、山繆·傑克森和米克·温格特。斯蒂芬·弗蘭克擔當動畫師。
〈假如…觀察者違背了他的誓言？〉於2021年10月6日在Disney+首播。

## 劇情
在「卡特隊長」佩姬·卡特的宇宙中，當她在執行任務期間與喬治·巴作克搏鬥時，觀察者突然出現於天上並招募她加入團隊。
在「星爵」帝查拉的宇宙中，帝查拉幫助彼得·奎爾對抗其父親伊果時，觀察者又突然出現並招募他加入團隊。
之後，觀察者又陸續在各個宇宙中招募「齊爾蒙格」艾瑞克·史蒂芬斯和索爾，並在葛摩菈聯合東尼·史塔克在薩卡星試圖摧毀無限手套時招募葛摩菈加入團隊。五人與至尊奇異博士共同組成多元宇宙守護者迎戰奧創，奧創之前佔據了幻視的汎合金身體並計劃征服多元宇宙。
觀察者將守護者眾人派遣至一個無人宇宙做戰鬥準備。索爾的舉動吸引奧創來到此處。眾人聯手對抗奧創，帝查拉從奧創身上偷走靈魂寶石。至尊奇異博士將大批喪屍以及汪達·麥西莫夫的喪屍變體傳送至此，暫時拖住奧創，守護者眾人得以逃脫。他們逃離至奧創的宇宙中並與該宇宙的唯一一位倖存者娜塔莎·羅曼諾夫相遇。奧創擊敗喪屍，緊隨其後追蹤而來。眾人設法控制住奧創，葛摩菈使用無限粉碎機企圖摧毀無限寶石。但由於無限粉碎機與無限寶石來自不同的宇宙，粉碎行動以失敗告終。奧創再次佔據上風。
在卡特隊長的幫助下，娜塔莎將克林特·巴頓製作的箭射入奧創的體內，箭中儲存有阿尼姆·索拉的意識。索拉的意識在幻視的體內消除奧創，齊爾蒙格趁機奪走無限寶石以要挾觀察者幫助修復守護者成員各自的宇宙。控制了幻視的身體的索拉與齊爾蒙格爭奪無限寶石，他們被觀察者和至尊奇異博士聯手封印於一個口袋次元之中。至尊奇異博士回到自己的奇點宇宙之中，負責看守兩人。
觀察者將卡特隊長、帝查拉、索爾和葛摩菈送回各自的宇宙。由於娜塔莎的宇宙已經被摧毀，觀察者於是將她送到失去了娜塔莎等多名復仇者成員的宇宙。娜塔莎在此宇宙中從洛基的手中救下了神盾局局長尼克·福瑞。觀察者則繼續監視並守護着多元宇宙。
在片尾彩蛋中，卡特隊長回到自己的宇宙並擊敗了巴作克，發現了九頭蛇踩踏者的機甲。娜塔莎告訴她，機甲之中藏有某人。

## 製作

### 開發
2018年9月，漫威影業宣佈為迪士尼旗下在線流媒體平台Disney+開發數個限定影集。2019年3月，漫威確認製作一部基於漫畫《假如…？》改編的動畫影集。凱文·費吉將擔當這部獨立單元劇的製片人，影集講述如果系列電影中的關鍵時刻出現不同於影片中情況時會發生什麼，例如洛基能夠舉起索爾的雷霆戰鎚。曾在電影中出演主要角色的多位演員有望為動畫配音。2019年4月，迪士尼和漫威正式宣佈製作影集。導演布萊恩·安德魯於2018年與漫威影業的執行製片人布拉德·溫德鮑姆會面。2019年8月，A·C·布拉德利確定擔當首席編劇，布萊恩·安德魯確定擔當影集導演。影集的執行製片人包括布拉德·溫德鮑姆、凱文·費吉、路易斯·德·埃斯波西托（Louis D'Esposito）、維多莉亞·阿隆索、布萊恩·安德魯和A·C·布拉德利，凱莉·瓦聖納（Carrie Wassenaar）擔當製片人:2。
本集標題為〈假如…觀察者違背了他的誓言？〉（What If... the Watcher Broke His Oath?），由布萊恩·安德魯執導，A·C·布拉德利編劇。本集延續前一集〈假如…奧創贏了？〉的主線故事，發生於2015年電影《復仇者聯盟2：奧創紀元》的平行時間線中，觀察者和至尊奇異博士從多個不同宇宙中招募超級英雄組成多重宇宙守護者，迎戰佔據幻視汎合金身體的奧創。本集中的多個場景發生於多部電影的副時間線中，包括2012年電影《復仇者聯盟》、2014年電影《美國隊長2：酷寒戰士》、2015年電影《復仇者聯盟2：奧創紀元》、2017年電影《星際異攻隊2》、2017年電影《雷神索爾3：諸神黃昏》、2018年電影《復仇者聯盟3：無限之戰》和2019年電影《復仇者聯盟4：終局之戰》。

### 劇本
與此前集數不同，本集直接延續前一集〈假如…奧創贏了？〉的主線故事。導演布萊恩·安德魯稱編劇團隊一直籌劃在最後一集中將前幾集故事匯總在一起。安德魯斯表示本季設置的一個懸念主題是觀察者是否會打破誓言，插手干預多重宇宙。這個懸念保持到本季的最後一集，出現本集中發生的重大事件。
本集還出現多個此前集數中初次現身的主宇宙人物的變體，包括第一季第一集〈假如…卡達隊長是超級士兵？〉中的「卡特隊長」佩姬·卡特、第一季第四集〈假如…奇異博士失去了他的心靈而不是雙手？〉中的至尊奇異博士、第一季第六集〈假如…人命買家救了東尼史達？〉中的「齊爾蒙格」艾瑞克·史蒂芬斯以及第一季第七集〈假如…雷神托爾是個獨生子？〉中的索爾。此外，本集中出現葛摩菈的一個變體聯合「鋼鐵人」東尼·史塔克在薩卡星殺死薩諾斯。以葛摩菈變體為主角的一集因應2019冠狀病毒病疫情沒有按時製作完成，被移至第二季。A·C·布拉德利稱本集的設想在製作初期就已決定，因此此前的每集結尾均留有懸念。此外，本集中還包含一個片尾彩蛋，這在影集《無限可能：假如…？》中第一次出現。

### 選角
傑佛瑞·懷特為觀察者配音，以該角色的身份負責影集旁白。漫威繼續啟用曾在電影中出演主要角色的多名演員為動畫配音。海莉·艾特沃聲演佩姬·卡特／卡特隊長。蕾克·貝爾聲演娜塔莎·羅曼諾夫／黑寡婦。法蘭克·葛里洛聲演布洛克·朗姆洛。喬治·聖皮埃爾聲演喬治·巴作克。查德維克·博斯曼聲演帝查拉／星爵。麥可·B·喬丹聲演「齊爾蒙格」艾瑞克·史蒂芬斯。克里斯·漢斯沃聲演索爾。班奈狄克·康柏拜區聲演至尊奇異博士。陶比·瓊斯聲演阿尼姆·索拉。湯姆·希德斯頓聲演洛基。寇特·羅素聲演伊果。山繆·傑克森聲演尼克·福瑞。米克·温格特聲演東尼·史塔克／鋼鐵人。
此外，布萊恩·T·德萊尼聲演彼得·奎爾。奧齊馬·阿卡哈（Ozioma Akagha）聲演舒莉。羅斯·馬奎德聲演奧創。辛西婭·麥克威廉斯接替柔伊·莎達娜聲演葛摩菈。本集中出現的葛摩菈變體為薩諾斯的女兒。伊特里、小辣椒·波茲、史提芬·羅傑斯／美國隊長、山姆·威爾森／獵鷹、克林特·巴頓／鷹眼、汪達·麥西莫夫／緋紅女巫和卡蘿·丹佛斯／驚奇隊長出現於本集之中。

### 動畫
斯蒂芬·弗蘭克擔當動畫師。動畫中的人物造型基於電影中演員形象通過卡通渲染完成。儘管整部影集具有統一的動畫藝術風格，但是每集的調色等後期處理略有不同:4。

### 音樂
蘿拉·卡普曼為本集作曲，於2021年10月8日由漫威音樂和好萊塢唱片聯合發行。
| 〈假如…觀察者違背了他的誓言？〉音樂原聲帶 | 〈假如…觀察者違背了他的誓言？〉音樂原聲帶 | 〈假如…觀察者違背了他的誓言？〉音樂原聲帶 |
| 曲序                                      | 曲目                                      | 时长                                      |
| ----------------------------------------- | ----------------------------------------- | ----------------------------------------- |
| 1.                                        |                                           | 0:34                                      |
| 2.                                        |                                           | 0:35                                      |
| 3.                                        |                                           | 1:09                                      |
| 4.                                        |                                           | 0:44                                      |
| 5.                                        |                                           | 0:57                                      |
| 6.                                        |                                           | 0:41                                      |
| 7.                                        |                                           | 0:54                                      |
| 8.                                        |                                           | 1:07                                      |
| 9.                                        |                                           | 0:42                                      |
| 10.                                       |                                           | 1:03                                      |
| 11.                                       |                                           | 2:33                                      |
| 12.                                       |                                           | 1:05                                      |
| 13.                                       |                                           | 2:10                                      |
| 14.                                       |                                           | 1:30                                      |
| 15.                                       |                                           | 1:29                                      |
| 16.                                       |                                           | 0:58                                      |
| 17.                                       |                                           | 0:49                                      |
| 18.                                       |                                           | 1:28                                      |
| 19.                                       |                                           | 1:36                                      |
| 20.                                       |                                           | 1:52                                      |
| 21.                                       |                                           | 1:49                                      |
| 22.                                       |                                           | 1:51                                      |
| 23.                                       |                                           | 2:33                                      |
| 总时长：                                  | 总时长：                                  | 30:09                                     |

## 發行
〈假如…觀察者違背了他的誓言？〉於2021年10月6日在Disney+首播。

## 備註
1. ↑  參見第一季第一集〈假如…卡達隊長是超級士兵？〉。
2. ↑  此任務曾出現於《美國隊長2：酷寒戰士》。
3. ↑  參見第一季第二集〈假如…鐵查拉成為星爵？〉。
4. ↑  參見第一季第六集〈假如…人命買家救了東尼史達？〉和第一季第七集〈假如…雷神托爾是個獨生子？〉。
5. ↑  第一季的總集數原計劃為10集，其中包括以本集主要角色之一葛摩菈變體為主角的一集。因應2019冠狀病毒病疫情，該集沒有按時製作完成，被移至第二季[1]，參見第二季第四集〈假如…鋼鐵人碰上宗師呢？〉。
6. ↑  參見第一季第四集〈假如…奇異博士失去了他的心靈而不是雙手？〉。
7. 1 2  參見第一季第八集〈假如…奧創贏了？〉。
8. ↑  參見第一季第五集〈假如…喪屍？〉。
9. ↑  參見第一季第三集〈假如…世界失去了最偉大的英雄？〉。
10. ↑  後續劇情參見第二季第五集〈假如…卡特隊長對抗九頭蛇重踏者呢？〉。

## 資料來源
1. 1 2  Vary, Adam B. . Variety. 2021-10-06  [2021-10-06]. （原始内容存档于2021-10-06） （美国英语）.
2. ↑  Kroll, Justin. . Variety. 2018-09-18  [2018-09-18]. （原始内容存档于2018-09-19） （美国英语）.
3. 1 2  Sciretta, Peter. . /Film. 2019-03-12  [2019-03-20]. （原始内容存档于2019-03-20） （美国英语）.
4. ↑  Dinh, Christine. . Marvel.com. 2019-04-12  [2021-07-29]. （原始内容存档于2019-04-12） （美国英语）.
5. ↑  Ashaari, Alleef. . Kakuchopurei. 2021-08-02  [2021-08-02]. （原始内容存档于2021-08-02） （美国英语）.
6. ↑  Radulovic, Petrana. . Polygon. 2019-08-24  [2019-08-24]. （原始内容存档于2019-08-24） （美国英语）.
7. 1 2   (PDF). Disney Media and Entertainment Distribution. 2021-07-30  [2021-08-01]. （原始内容存档 (PDF)于2021-08-01） （美国英语）.
8. 1 2  Bucksbaum, Sydney. . Entertainment Weekly. 2021-09-28  [2021-09-28]. （原始内容存档于2021-09-28） （美国英语）.
9. 1 2  Elvy, Craig. . Screen Rant. 2021-10-06  [2021-10-07]. （原始内容存档于2021-10-07） （美国英语）.
10. ↑  Bucksbaum, Sydney. . Entertainment Weekly. 2021-09-28  [2021-09-28]. （原始内容存档于2021-11-24） （美国英语）.
11. 1 2  Bucksbaum, Sydney. . Entertainment Weekly. 2021-10-05  [2021-10-05]. （原始内容存档于2021-11-05） （美国英语）.
12. ↑  . Entertainment Weekly. 2021-10-06  [2021-10-08]. （原始内容存档于2021-11-04） （美国英语）.
13. ↑  . ComicBook.com. 2021-10-07  [2021-10-08]. （原始内容存档于2021-10-08） （美国英语）.
14. 1 2  Lethbridge, Thomas. . Screen Rant. 2021-10-06  [2021-10-06]. （原始内容存档于2021-10-06） （美国英语）.
15. ↑  Schedeen, Jesse. . IGN. 2021-10-06  [2021-10-09]. （原始内容存档于2021-10-06） （美国英语）.
16. ↑  Hayes, Jackson. . Comic Book Resources. 2021-10-05  [2021-10-09]. （原始内容存档于2021-10-06） （美国英语）.
17. ↑  Arrant, Chris. . Newsarama. 2020-04-15  [2020-04-17]. （原始内容存档于2020-04-17） （美国英语）.
18. ↑  Jones, Marcus. . Entertainment Weekly. 2019-08-23  [2019-08-24]. （原始内容存档于2019-08-24） （美国英语）.
19. ↑  Salazar, Andrew J. . Discussing Film. 2019-09-06  [2019-09-27]. （原始内容存档于2019-09-22） （美国英语）.
20. ↑  . Soundtrack.Net. 2021-08-13  [2021-08-15]. （原始内容存档于2021-08-14） （美国英语）.
21. 1 2  . Film Music Reporter. 2021-10-07  [2021-10-07]. （原始内容存档于2021-10-07） （美国英语）.

## 外部連結
- 互联网电影数据库上假如…觀察者違背了他的誓言？的资料（英文）